# Corpus iuris civilis
Corpus iuris civilis (latin ("samling af civilretslige love") var et vigtigt juridisk værk, som skyldtes den østromerske kejser Justinian 1. og fremkom mellem 529 og 534 under ledelse af Tribonianus, som var Justinians hofmand og professor ved universitetet i Konstantinopel.
| Jura | Spire Denne juraartikel er en spire som bør udbygges. Du er velkommen til at hjælpe Wikipedia ved at udvide den. |